# Hypothyris limpida
Hypothyris limpida är en fjärilsart som beskrevs av Richard Haensch 1905. Hypothyris limpida ingår i släktet Hypothyris och familjen praktfjärilar. Inga underarter finns listade i Catalogue of Life.